# William Thomas Delworth
William Thomas Delworth (* 24. Februar 1929 in Toronto, Ontario; † 29. Oktober 2012 in Ottawa, Ontario) war ein kanadischer Diplomat.

## Leben
Von 1950 bis 1951 verlegte Delworth die Zeitschrift Acta Victoriana. Delworth schloss sein Studium an der University of Toronto 1951 mit einem BA in Psychologie ab und wurde 1956 Master of Arts der Modernen Geschichte. Er trat am 3. Juli 1956 in den auswärtigen Dienst. Von 1982 bis 1983 war er Special Advisor beim Staatssekretär im Außenministerium in Ottawa. 
Im März 1993 trat er in den Ruhestand. Er starb im Alter von 83 Jahren in Ottawa.
| Vorgänger                     | Amt                                                                     | Nachfolger                   |
| ----------------------------- | ----------------------------------------------------------------------- | ---------------------------- |
| Alfred Pike Bissonnet         | kanadischer Botschafter in Jakarta 15. Oktober 1970 bis 8. August 1974  | Peter Arthur Edward Johnston |
| Pierre Dumas                  | kanadischer Botschafter in Budapest 17. Oktober 1970 bis 2. Juni 1978   | Dorothy Jane Armstrong       |
| Joseph Gilles André Couvrette | kanadischer Botschafter in Stockholm 8. Februar 1984 bis 3. Januar 1988 | Dennis Brian Browne          |
| Donald Sutherland McPhail     | kanadischer Botschafter in Bonn 1988 bis 1992                           | Paul Heinbecker              |